# Saul Bass
Saul Bass, född 8 maj 1920 i Bronx, New York, död 25 april 1996 i Los Angeles, Kalifornien, var en amerikansk grafisk designer som blev stilbildande genom sina titelsekvenser och grafiska design. Bass formgav en rad välkända logotyper för amerikanska företag (Bell System, AT&T, Continental Airlines) och organisationer samt skapade titelsekvenser och filmaffischer. Bass hade även framgångar som filmskapare. 

## Biografi
Saul Bass föddes i Bronx i New York som son till judiska immigranter från Östeuropa. Han tog studenten vid James Monroe High School och studerade sedan på deltid på Art Students League på Manhattan (1936-1939) och kvällsklasser på Brooklyn College (1944-1946), samtidigt som han arbetade för annonsbyrån Blaine Thompson Company. Han var därefter verksam som självständig formgivare innan han 1946 inledde sin karriär i Hollywood. 1954 började han arbeta tillsammans med Otto Preminger och tog fram filmaffischen för filmen Carmen Jones och fick sedan även uppdraget att skapa titelsekvensen. 1955 grundade han Saul Bass & Associates.
Bass är mest känd för att ha designat titelsekvenser och filmaffischer till filmer som Otto Premingers Mannen med den gyllene armen, Alfred Hitchcocks Studie i brott, I sista minuten och Psycho samt West Side Story och Martin Scorseses Maffiabröder och Casino. Hans arbete har inspirerat flera senare skapare av titelsekvenser, bland annat skaparna bakom titelsekvensen för Mad Men. 1964 medverkade han som konstnär i documenta III-utställningen i Kassel.
Han var också filmskapare och vann en Oscar för kortfilmsdokumentären Why Man Creates (1968). Han gjorde en långfilm, Phase IV (1974). 1978 upptogs han i New York Art Directors Hall of Fame och 1988 mottog han Lifetime Achievement Award av Art Directors Club Los Angeles.
Vidare designade Bass en rad företagslogotyper. För AT&T skapade han både 1969 års logotyp och dess efterföljare 1983. Han skapade även logotyper för flygbolag (Continental Airlines, United Airlines), ungdomsorganisationer (YWCA, Girl Scouts of the USA, Boys & Girls Clubs of America), mediabolag som Geffen Records och Warner Communications (1974) och livsmedelsföretag (Wienerschnitzel). En del av de logotyper som Bass skapade finns kvar medan andra har ersatts eller modifierats.

## Logotyper och annan formgivning
Bass tog fram några av de mest kända logotyperna i Nordamerika, till exempel Bell Telephone logo (1969) och dess efterträdare AT&T (1983). Andra välkända logotyper gjorde Bass för Continental Airlines (1968), Dixie (1969) och United Airlines (1974).
- Alcoa (1963)
- AT&T Corporation (1969 and 1983)
- Avery International (1975)
- Boys & Girls Clubs of America (1980)
- Celanese (1965)
- Continental Airlines (1968)[11]
- Dixie (1969)
- Frontier Airlines (1978)
- Fuller Paints (1962)
- Geffen Records (1980)
- General Foods (1984)
- Girl Scouts of the USA (1978)
- Japan Energy Corporation (1993)
- J. Paul Getty Trust (1993)
- Kibun Foods (1984)
- Kose Cosmetics (1991)
- Lawry's Foods (1959)
- Minami Sports (1991)
- Minolta (1978)
- NCR Corporation (1996)
- Quaker Oats (1969)
- Rockwell International (1968)
- Security Pacific Bank (1966)
- United Airlines (1974)
- United Way (1972)
- US Postage (1983)[12]
- Warner Communications (1974)
- Wienerschnitzel (1978)
- Wesson Oil (1964)
- YWCA (1988)

## Filmaffischer
- Carmen Jones (1954)
- The Man with the Golden Arm (1955)
- Edge of the City (1956)
- Storm Center (1956)
- Love in the Afternoon (1957)
- Saint Joan (1957)
- Bonjour Tristesse (1958)
- The Big Country (1958)
- Studie i brott (1958)
- Anatomy of a Murder (1959)
- Exodus (1960)
- The Magnificent Seven (1960) (användes ej)
- One, Two, Three (1961)
- Advise & Consent (1962)
- It's a Mad, Mad, Mad, Mad World (1963)
- The Cardinal (1963)
- Första segern (1964)
- Bunny Lake is Missing (1965)
- The Firemen's Ball (1967)
- The Two of Us (1967)
- Why Man Creates (1968)
- Very Happy Alexander (1969)
- Such Good Friends (1971)
- Rosebud (1975)
- Bass on Titles (1978)
- Brothers (1977)
- Notes on the Popular Arts (1977)
- The Human Factor (1979)
- The Shining (1980)
- The Solar Film (1980)
- Return from the River Kwai  (1989)
- Schindler's List (1993)